# Chemnitzer Fußballclub 2001-2002
Questa voce raccoglie le informazioni riguardanti il Chemnitzer Fußballclub nelle competizioni ufficiali della stagione 2001-2002.

## Stagione
Nella stagione 2001-2002 il Chemnitz, allenato da Dirk Karkuth e Matthias Schulz, concluse il campionato di Regionalliga nord al 6º posto. In Coppa di Germania il Chemnitz fu eliminato al primo turno dal Colonia.

## Rosa
| N. |                     | Ruolo | Calciatore         |
| -- | ------------------- | ----- | ------------------ |
| 1  | Germania (bandiera) | P     | Holger Hiemann     |
| 2  | Germania (bandiera) | D     | Jan Schmidt        |
| 3  | Germania (bandiera) | C     | Ralf Hauptmann     |
| 4  | Germania (bandiera) | D     | Markus Ahlf        |
| 5  | Germania (bandiera) | C     | Ingo Walther       |
| 6  | Germania (bandiera) | C     | Olaf Renn          |
| 7  | Germania (bandiera) | D     | Torsten Bittermann |
| 7  | Germania (bandiera) | C     | Andreas Biermann   |
| 8  | Bulgaria (bandiera) | C     | Zvetomir Tchipev   |
| 9  | Turchia (bandiera)  | A     | Ersin Demir        |
| 10 | Germania (bandiera) | A     | Stefan Meißner     |
| 11 | Germania (bandiera) | D     | Ulf Mehlhorn       |
| 12 | Germania (bandiera) | P     | Sebastian Klömich  |
| 13 | Germania (bandiera) | C     | Christian Fröhlich |
| 14 | Germania (bandiera) | D     | Marco Franke       |

| N. |                      | Ruolo | Calciatore       |
| -- | -------------------- | ----- | ---------------- |
| 15 | Germania (bandiera)  | D     | Daniel Göhlert   |
| 16 | Germania (bandiera)  | A     | Sebastian Meyer  |
| 17 | Germania (bandiera)  | A     | Rainer Krieg     |
| 18 | Germania (bandiera)  | D     | Stefan Chudzik   |
| 20 | Germania (bandiera)  | P     | Steffen Süßner   |
| 21 | Germania (bandiera)  | C     | Robert Ratkowski |
| 22 | Germania (bandiera)  | A     | Krystian Prymula |
| 23 | Argentina (bandiera) | C     | Sergio Bustos    |
| 24 | Germania (bandiera)  | A     | Steve Rolleder   |
| 25 | Germania (bandiera)  | A     | Marcel Podszus   |
| 27 | Germania (bandiera)  | A     | Ronny König      |
|    | Germania (bandiera)  | C     | Martin Chudzik   |
|    | Germania (bandiera)  | C     | André Krasselt   |
|    | Germania (bandiera)  | C     | Rico Werner      |

## Organigramma societario
Area tecnica
- Allenatore: Matthias Schulz
- Allenatore in seconda:
- Preparatore dei portieri:
- Preparatori atletici:
- Analisi video:

## Calciomercato

### Sessione estiva
| Acquisti | Acquisti           | Acquisti          | Acquisti |
| R.       | Nome               | da                | Modalità |
| -------- | ------------------ | ----------------- | -------- |
| A        | Rainer Krieg       | Saarbrücken       |          |
| D        | Markus Ahlf        | St. Pauli         |          |
| C        | Sergio Bustos      | Dresdner SC       |          |
| C        | Christian Fröhlich | Monaco 1860 II    |          |
| C        | Ralf Hauptmann     | Colonia           |          |
| P        | Holger Hiemann     | Wolfsburg         |          |
| A        | Ronny König        | Chemnitz U19      |          |
| A        | Stefan Meißner     | Kickers Stoccarda |          |
| C        | Robert Ratkowski   | RW Oberhausen     |          |
| C        | Zvetomir Tchipev   | RW Oberhausen     |          |
| C        | Ingo Walther       | Greuther Fürth    |          |

| Cessioni | Cessioni           | Cessioni             | Cessioni |
| R.       | Nome               | a                    | Modalità |
| -------- | ------------------ | -------------------- | -------- |
| C        | Dirk Anders        | Wormatia Worms       |          |
| D        | Boban Babunski     | Rabotnički           |          |
| P        | Daniel Fröhlich    | VfB Fortuna Chemnitz |          |
| A        | Sebastian Hähnge   | Dinamo Dresda        |          |
| C        | Olaf Holetschek    | Carl Zeiss Jena      |          |
| C        | Mario Ivanković    | Suwon Bluewings      |          |
| C        | Kay-Uwe Jendrossek | Erzgebirge Aue       |          |
| C        | Peer Kluge         | Borussia M'gladbach  |          |
| C        | Sven Köhler        | Dinamo Dresda        |          |
| A        | Ronny Kujat        | Rot-Weiß Erfurt      |          |
| A        | Carsten Lakies     | VfR Mannheim         |          |
| D        | Thomas Laudeley    | VfB Fortuna Chemnitz |          |
| C        | Samir Muratović    | Saturn               |          |
| C        | Karsten Oswald     | Rot-Weiß Erfurt      |          |
| D        | Jörg Sobiech       | Wattenscheid 09      |          |
| C        | Alexander Tetzner  | Erzgebirge Aue       |          |

### Sessione invernale
| Acquisti | Acquisti         | Acquisti       | Acquisti |
| R.       | Nome             | da             | Modalità |
| -------- | ---------------- | -------------- | -------- |
| A        | Ersin Demir      | Samsunspor     |          |
| C        | Andreas Biermann | Göttingen      |          |
| A        | Krystian Prymula | Berliner AK 07 |          |

| Cessioni | Cessioni | Cessioni | Cessioni |
| R.       | Nome     | a        | Modalità |
| -------- | -------- | -------- | -------- |

## Risultati

### Regionalliga

#### Girone di andata
| Arbitro: | Minskowski |

|  |           |                                          |
|  | Marcatori | 3’ Fröhlich 74’, 84’ Podszus 77’ Meißner |

| Arbitro: | Scheppe |

|                    |           |                   |
| Walther 80’ (rig.) | Marcatori | 42’ Lau 60’ Ernst |

| Colonia 11 agosto 2001, ore 14:00 CEST 3ª giornata               | Fortuna Colonia | 1 – 1 referto | Chemnitz | Südstadion (700 spett.) |
| \| \| \| \| \| van der Zander 26’ \| Marcatori \| 36’ Meißner \| |                 |               |          |                         |
|                                                                  |                 |               |          |                         |
| van der Zander 26’                                               | Marcatori       | 36’ Meißner   |          |                         |

| Arbitro: | Soltow |

|             |           |                            |
| Schmidt 80’ | Marcatori | 41’ N'Tsika 59’, 90’ Gerov |

| Arbitro: | Steinhaus-Webb |

|                        |           |  |
| Borowski 24’ Aydin 48’ | Marcatori |  |

| Arbitro: | Seemann |

|                                   |           |               |
| Bittermann 27’ Walther 81’ (rig.) | Marcatori | 66’ Antwerpen |

| Arbitro: | Hennecke |

|                             |           |              |
| Guščinas 30’ Schiersand 64’ | Marcatori | 90’ Mehlhorn |

| Arbitro: | Weber |

|                          |           |  |
| Mehlhorn 23’ Meißner 55’ | Marcatori |  |

| Arbitro: | Minskowski |

|  |           |                                             |
|  | Marcatori | 53’ Meißner 81’ (rig.) Tchipev 88’ Fröhlich |

| Arbitro: | Frank |

|                                                |           |  |
| Mehlhorn 25’, 77’ Meißner 33’, 58’ Tchipev 47’ | Marcatori |  |

| Arbitro: | Meiwes |

|                           |           |             |
| Wittek 32’, 65’ Babić 73’ | Marcatori | 59’ Schmidt |

| Arbitro: | Thomßen |

|                                                           |           |  |
| Krieg 5’ Rolleder 24’ Schmidt 60’ Podszus 66’ Walther 81’ | Marcatori |  |

| Arbitro: | Steinhaus-Webb |

|              |           |           |
| Rogowski 45’ | Marcatori | 18’ Krieg |

| Arbitro: | Wegener-Gärtner |

|           |           |  |
| Krieg 44’ | Marcatori |  |

| Arbitro: | Fleske |

|  |           |                          |
|  | Marcatori | 64’ Fröhlich 76’ Schmidt |

| Arbitro: | Stachowiak |

|             |           |  |
| Meißner 54’ | Marcatori |  |

| Arbitro: | Meiwes |

|             |           |  |
| Émerson 86’ | Marcatori |  |

#### Girone di ritorno
| Arbitro: | Czech |

|             |           |  |
| Mehlhorn 6’ | Marcatori |  |

| Arbitro: | Marks |

|         |           |  |
| Lau 67’ | Marcatori |  |

| Arbitro: | Otte |

|                                            |           |           |
| Fröhlich 3’ Schmidt 68’ Walther 81’ (rig.) | Marcatori | 20’ Manav |

| Arbitro: | Stachowiak |

|  |           |                |
|  | Marcatori | 53’ Bittermann |

| Arbitro: | Meiwes |

|                                        |           |            |
| Walther 36’ Podszus 41’ Bittermann 70’ | Marcatori | 81’ Rolfes |

| Arbitro: | Czech |

|             |           |  |
| Schyrba 12’ | Marcatori |  |

| Arbitro: | Jauch |

|               |           |          |
| Hauptmann 10’ | Marcatori | 90’ Rose |

| Arbitro: | Anklam |

|                       |           |  |
| Teixeira 22’ Nadj 61’ | Marcatori |  |

| Arbitro: | Minskowski |

|  |           |                     |
|  | Marcatori | 4’ Sionko 11’ Kunze |

| Arbitro: | Voss |

|                                         |           |  |
| Stuckmann 16’ Altıntop 77’ Altıntop 84’ | Marcatori |  |

| Arbitro: | Schriever |

|                          |           |            |
| Meißner 20’ Fröhlich 53’ | Marcatori | 90’ Schoof |

| Arbitro: | Scheppe |

|                           |           |                      |
| Karp 12’, 60’ Fischer 83’ | Marcatori | 4’ Prymula 81’ Krieg |

| Arbitro: | Seemann |

|                                       |           |           |
| Mehlhorn 38’ Meißner 59’ Fröhlich 89’ | Marcatori | 12’ Milde |

| Magdeburgo 26 aprile 2002, ore 19:30 CEST 31ª giornata | Magdeburgo | 0 – 0 referto | Chemnitz | Ernst-Grube-Stadion (4 353 spett.)\| Arbitro: \| Weber \| |
| Arbitro:                                               | Weber      |               |          |                                                           |

| Arbitro: | Perschke |

|              |           |            |
| Fröhlich 50’ | Marcatori | 90’ Tammen |

| Arbitro: | Grudzinski |

|                        |           |             |
| Homola 62’ Kruppke 88’ | Marcatori | 76’ Prymula |

| Arbitro: | Hoyzer |

|                                               |           |                                              |
| Podszus 9’ Fröhlich 63’ Demir 77’ Walther 79’ | Marcatori | 3’ Abdulai 7’ (rig.), 28’ Émerson 58’ Özkaya |

### Coppa di Germania
| Arbitro: | Minskowski |

|                      |           |                                          |
| Fröhlich 7’ Krieg 8’ | Marcatori | 9’, 66’, 75’ Scherz 19’ Donkov 42’ Kreuz |

## Statistiche

### Statistiche di squadra
| Competizione      | Punti | In casa | In casa | In casa | In casa | In casa | In casa | In trasferta | In trasferta | In trasferta | In trasferta | In trasferta | In trasferta | Totale | Totale | Totale | Totale | Totale | Totale | DR  |
| Competizione      | Punti | G       | V       | N       | P       | Gf      | Gs      | G            | V            | N            | P            | Gf           | Gs           | G      | V      | N      | P      | Gf     | Gs     | DR  |
| ----------------- | ----- | ------- | ------- | ------- | ------- | ------- | ------- | ------------ | ------------ | ------------ | ------------ | ------------ | ------------ | ------ | ------ | ------ | ------ | ------ | ------ | --- |
| Regionalliga nord | 51    | 17      | 11      | 3       | 3       | 36      | 18      | 17           | 4            | 3            | 10           | 17           | 22           | 34     | 15     | 6      | 13     | 53     | 40     | +13 |
| Coppa di Germania | -     | 1       | 0       | 0       | 1       | 2       | 5       | 0            | 0            | 0            | 0            | 0            | 0            | 1      | 0      | 0      | 1      | 2      | 5      | -3  |
| Totale            | 51    | 18      | 11      | 3       | 4       | 38      | 23      | 17           | 4            | 3            | 10           | 17           | 22           | 35     | 15     | 6      | 14     | 55     | 45     | +10 |

### Andamento in campionato
| Giornata  | 1 | 2 | 3 | 4  | 5  | 6  | 7  | 8  | 9 | 10 | 11 | 12 | 13 | 14 | 15 | 16 | 17 | 18 | 19 | 20 | 21 | 22 | 23 | 24 | 25 | 26 | 27 | 28 | 29 | 30 | 31 | 32 | 33 | 34 |
| --------- | - | - | - | -- | -- | -- | -- | -- | - | -- | -- | -- | -- | -- | -- | -- | -- | -- | -- | -- | -- | -- | -- | -- | -- | -- | -- | -- | -- | -- | -- | -- | -- | -- |
| Luogo     | T | C | T | C  | T  | C  | T  | C  | T | C  | T  | C  | T  | C  | T  | C  | T  | C  | T  | C  | T  | C  | T  | C  | T  | C  | T  | C  | T  | C  | T  | C  | T  | C  |
| Risultato | V | P | N | P  | P  | V  | P  | V  | V | V  | P  | V  | N  | V  | V  | V  | P  | V  | P  | V  | V  | V  | P  | N  | P  | P  | P  | V  | P  | V  | N  | N  | P  | N  |
| Posizione | 1 | 6 | 8 | 11 | 14 | 10 | 14 | 11 | 8 | 6  | 8  | 6  | 6  | 5  | 5  | 4  | 4  | 4  | 5  | 5  | 5  | 5  | 5  | 5  | 5  | 6  | 6  | 6  | 6  | 5  | 5  | 5  | 6  | 6  |

Legenda:

Luogo: C = Casa; T = Trasferta. Risultato: V = Vittoria; N = Pareggio; P = Sconfitta.

### Statistiche dei giocatori
| Giocatore     | Regionalliga nord | Regionalliga nord | Regionalliga nord | Regionalliga nord | Coppa di Germania | Coppa di Germania | Coppa di Germania | Coppa di Germania | Totale   | Totale | Totale      | Totale     |
| Giocatore     | Presenze          | Reti              | Ammonizioni       | Espulsioni        | Presenze          | Reti              | Ammonizioni       | Espulsioni        | Presenze | Reti   | Ammonizioni | Espulsioni |
| ------------- | ----------------- | ----------------- | ----------------- | ----------------- | ----------------- | ----------------- | ----------------- | ----------------- | -------- | ------ | ----------- | ---------- |
| M. Ahlf       | 2                 | 0                 | 0                 | 0                 | 0                 | 0                 | 0                 | 0                 | 2        | 0      | 0           | 0          |
| A. Biermann   | 5                 | 0                 | 0                 | 0                 | 0                 | 0                 | 0                 | 0                 | 5        | 0      | 0           | 0          |
| T. Bittermann | 26                | 3                 | 5                 | 0                 | 1                 | 0                 | 0                 | 0                 | 27       | 3      | 5           | 0          |
| S. Bustos     | 8                 | 0                 | 1                 | 1                 | 0                 | 0                 | 0                 | 0                 | 8        | 0      | 1           | 1          |
| M. Chudzik    | 0                 | 0                 | 0                 | 0                 | 0                 | 0                 | 0                 | 0                 | 0        | 0      | 0           | 0          |
| S. Chudzik    | 3                 | 0                 | 0                 | 0                 | 1                 | 0                 | 0                 | 0                 | 4        | 0      | 0           | 0          |
| E. Demir      | 2                 | 1                 | 0                 | 0                 | 0                 | 0                 | 0                 | 0                 | 2        | 1      | 0           | 0          |
| M. Franke     | 14                | 0                 | 1                 | 0                 | 1                 | 0                 | 1                 | 0                 | 15       | 0      | 2           | 0          |
| C. Fröhlich   | 31                | 8                 | 10                | 0                 | 1                 | 1                 | 0                 | 0                 | 32       | 9      | 10          | 0          |
| D. Göhlert    | 33                | 0                 | 7                 | 0                 | 1                 | 0                 | 0                 | 0                 | 34       | 0      | 7           | 0          |
| R. Hauptmann  | 18                | 1                 | 2                 | 0                 | 1                 | 0                 | 0                 | 0                 | 19       | 1      | 2           | 0          |
| H. Hiemann    | 29                | 0                 | 2                 | 1                 | 1                 | 0                 | 0                 | 0                 | 30       | 0      | 2           | 1          |
| S. Klömich    | 3                 | 0                 | 0                 | 0                 | 0                 | 0                 | 0                 | 0                 | 3        | 0      | 0           | 0          |
| A. Krasselt   | 0                 | 0                 | 0                 | 0                 | 0                 | 0                 | 0                 | 0                 | 0        | 0      | 0           | 0          |
| R. Krieg      | 30                | 4                 | 3                 | 0                 | 1                 | 1                 | 0                 | 0                 | 31       | 5      | 3           | 0          |
| R. König      | 2                 | 0                 | 0                 | 0                 | 0                 | 0                 | 0                 | 0                 | 2        | 0      | 0           | 0          |
| U. Mehlhorn   | 31                | 6                 | 12                | 1                 | 0                 | 0                 | 0                 | 0                 | 31       | 6      | 12          | 1          |
| S. Meißner    | 31                | 9                 | 8                 | 0                 | 1                 | 0                 | 0                 | 0                 | 32       | 9      | 8           | 0          |
| S. Meyer      | 2                 | 0                 | 0                 | 0                 | 0                 | 0                 | 0                 | 0                 | 2        | 0      | 0           | 0          |
| M. Podszus    | 26                | 5                 | 4                 | 0                 | 1                 | 0                 | 0                 | 0                 | 27       | 5      | 4           | 0          |
| K. Prymula    | 7                 | 2                 | 0                 | 0                 | 0                 | 0                 | 0                 | 0                 | 7        | 2      | 0           | 0          |
| R. Ratkowski  | 28                | 0                 | 13                | 2                 | 1                 | 0                 | 0                 | 0                 | 29       | 0      | 13          | 2          |
| O. Renn       | 9                 | 0                 | 1                 | 0                 | 0                 | 0                 | 0                 | 0                 | 9        | 0      | 1           | 0          |
| S. Rolleder   | 15                | 1                 | 3                 | 0                 | 0                 | 0                 | 0                 | 0                 | 15       | 1      | 3           | 0          |
| J. Schmidt    | 18                | 5                 | 3                 | 1                 | 1                 | 0                 | 0                 | 0                 | 19       | 5      | 3           | 1          |
| S. Süßner     | 5                 | 0                 | 0                 | 0                 | 0                 | 0                 | 0                 | 0                 | 5        | 0      | 0           | 0          |
| Z. Tchipev    | 29                | 2                 | 10                | 0                 | 1                 | 0                 | 0                 | 0                 | 30       | 2      | 10          | 0          |
| I. Walther    | 32                | 6                 | 7                 | 0                 | 1                 | 0                 | 0                 | 0                 | 33       | 6      | 7           | 0          |
| R. Werner     | 2                 | 0                 | 1                 | 0                 | 0                 | 0                 | 0                 | 0                 | 2        | 0      | 1           | 0          |